# Махнёвский район
Махнёвский район — административно-территориальная единица в составе Уральской и Свердловской областей РСФСР, существовавшая в 1923—1934 и 1935—1963 годах. Административный центр — село Махнёво.
Махнёвский район был образован в 1923 году в составе Верхотурского (с 1924 — Тагильского) округа Уральской области. В 1930 году в связи с ликвидацией округов перешёл в прямое подчинение Уральской области.
10 мая 1934 года Махнёвский район был упразднён, а его территория (Анисимовский, Болотовский, Водениковский, Ерзовский, Измоденовский, Кишкинский, Комаровский, Комельский, Махнёвский, Мугайский, Новоселовский, Рычковский, Толмачевский, Турутинский, Фоминский и Шипицинский сельсоветы) передана в Алапаевский район.
25 января 1935 года Махнёвский район был восстановлен путём выделения из Алапаевского района. В его состав вошли Анисимовский, Болотовский, Водениковский, Ерзовский, Измоденовский, Кишкинский, Комаровский, Комельский, Махнёвский, Мугайский, Новоселовский, Рычковский, Толмачевский, Турутинский, Фоминский и Шипицинский с/с.
19 сентября 1939 года Новоселовский с/с был присоединён к Фоминскому с/с.
В ноябре 1944 года из Махнёвского района в новый Синячихинский район был передан Рычковский с/с.
18 июня 1954 года Шипицинский с/с был присоединён к Измоденовскому, Комаровский — к Мугайскому, Комельский — к Толмачевскому, Анисимовский и Ерзовский — к Махнёвскому, Турутинский — к Кишинскому. Водениковский с/с был переименован в Переваловский.
29 мая 1958 года из административного подчинения городу Верхняя Салда в Махнёвский район был передан Гаевский с/с.
3 июня 1960 года Толмачевский с/с был присоединён к Мугайскому.
1 февраля 1963 года Махнёвский район был упразднён, а его территория (Болотовский, Гаевский, Измоденовский, Кишкинский, Махнёвский, Мугайский и Фоминский с/с) передана в состав Алапаевского района.